# Simorgh-Baum
Der Simorgh-Baum, auch Simurgh-Baum, im Avesta als Saena-Baum bekannt, ist in der iranischen Mythologie die „Mutter aller Bäume“. Er wächst in der Mitte des Meeres und soll der Ursprung aller Pflanzen sein. Zuweilen wird er auch als „Baum jeder Heilung“ oder „Baum allen Samens“ bezeichnet.
Dieser Urbaum beherbergt das Nest von Simurgh, auch Senmurv oder Saena, dem legendären mythischen Vogel hinter den Qaf-Bergen. Er brachte auch den Samen aller anderen Gewächse hervor. In seiner Nähe steht die mächtige Gaokerena-Pflanze, die Heilung bringt, wenn man von ihr isst und den wiederauferstandenen Körpern der Toten Unsterblichkeit verleiht.
Der Baum der Samen wird dort vom Fisch Kara bewacht, der einen Frosch davon abhält, an den Wurzeln des heiligen Baumes zu nagen.
Des Weiteren bewacht der „rechtschaffene Esel“ den Baum, ein anderes Fabelwesen, das ein weißes Fell hat, ein goldenes Horn, drei Beine, sechs Augen und neun Mäuler. Er steht in der Mitte des Vourukascha-Meeres und vernichtet die dem Baum schadenden Wesen.